# (100801) 1998 FW90
(100801) 1998 FW90 es un asteroide perteneciente al cinturón de asteroides, región del sistema solar que se encuentra entre las órbitas de Marte y Júpiter, descubierto el 24 de marzo de 1998 por el equipo del Lincoln Near-Earth Asteroid Research desde el Laboratorio Lincoln, Socorro, Nuevo México, Estados Unidos.

## Designación y nombre
Designado provisionalmente como 1998 FW90. 

## Características orbitales
1998 FW90 está situado a una distancia media del Sol de 2,230 ua, pudiendo alejarse hasta 2,476 ua y acercarse hasta 1,984 ua. Su excentricidad es 0,110 y la inclinación orbital 5,791 grados. Emplea 1217,00 días en completar una órbita alrededor del Sol.

## Características físicas
La magnitud absoluta de 1998 FW90 es 15,6. 